# جايسون دويرنغ
جايسون دويرنغ (بالإنجليزية: Jason Doering)‏ هو لاعب كرة قدم أمريكية أمريكي، ولد في 22 أبريل 1978 في رينلاندر في الولايات المتحدة.

## وصلات خارجية
- جايسون دويرنغ على موقع مرجع كرة القدم المحترفة.كوم (الإنجليزية)